# 上杉憲春
上杉 憲春（うえすぎ のりはる）は、南北朝時代の武将・守護大名。関東管領 上野国・武蔵国守護。山内上杉家の祖・上杉憲顕の子。

## 略歴
正平23年/応安元年（1368年）、兄・能憲と共に新田義宗・脇屋義治らの反乱鎮圧に出陣して功を挙げた。若い頃から鎌倉公方・足利基氏及びその子氏満に近侍しており、建徳2年/応安4年（1371年）には上野守護に任じられた。上野は山内上杉家の本拠であり、本来であればその守護職は同家の嫡流とされてきた能憲及びその養子・憲方が就くべき地位であったことから、一族内に動揺が走った。
能憲が晩年に作成した譲状の中でも憲春に対して憲方に守護職を譲るように迫る文言が含まれている。なお、天授3年/永和3年（1377年）には憲春は武蔵の守護にも任ぜられている。同年には関東管領に任じられたとされている（『喜連川判鑑』・『鎌倉大日記』）が、翌天授4年/永和4年（1378年）就任とする説がある（『鎌倉九代後鑑』）。
文書類において憲春の管領就任を裏付けることが出来るのは、天授4年/永和4年に関東管領であった兄・能憲の死後のものに限られる。
天授5年/康暦元年（1379年）春、京都で管領・細川頼之が辣腕を振るっていたことに対して斯波義将や土岐頼康らが3代将軍・足利義満に対して頼之の解任を求める康暦の政変が起こると、氏満は将軍職への野心を燃やして上洛して義満を討とうとした。これに対して憲春は懸命に氏満を諌めたが、氏満は憲春の諫言を無視して京都に攻め入ろうとしたため、憲春は同年3月7日、諌書を遺して鎌倉の自邸で諌死して果てた。この憲春の命をかけての諌死が奏功し、氏満は京都へ攻め入る計画を中止した。
だが、この諌死は必ずしも美談として捉えることは出来ない。山内上杉家の嫡流ではない憲春は、氏満からの信頼と室町幕府が補任権を持つ関東管領の地位によって、辛うじて自己の政治的地位を支えている状態であった。氏満の上洛の企ては、憲春の政治的地位を破綻させるに十分であった。更に上洛計画が幕府側に発覚した場合には、氏満に代わって責任を取る者が必要であった。こうした状況下で憲春に選べる選択肢は、自らの命を絶つことしかなくなっていたと考えられるのである。